# Liste der Wappen im Landkreis Neumarkt in der Oberpfalz
Die Liste der Wappen im Landkreis Neumarkt in der Oberpfalz zeigt die Wappen der Gemeinden im bayerischen Landkreis Neumarkt i.d.OPf.

## Landkreis Neumarkt i.d.OPf.

Landkreis Neumarkt i.d.OPf.
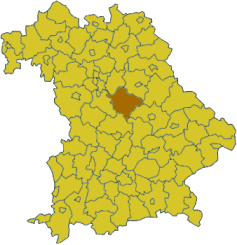
Lage des Landkreises Neumarkt i.d.OPf. in Bayern
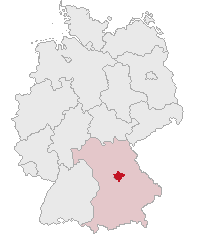
Lage des Landkreises Neumarkt i.d.OPf. in Deutschland
Landkreis Parsberg (–1972) Gespalten durch einen silbernen Wellenpfahl von Schwarz und Rot; vorne ein linksgewendeter, rot gekrönter und rot bewehrter goldener Löwe; hinten ein golden gekrönter und golden bewehrter silberner Löwe mit geteiltem Brustschild, der oben geschacht von Schwarz und Silber, unten golden ist.

## Wappen der Städte, Märkte und Gemeinden

Stadt Berching Geteilt von Blau und Silber; unten ein wachsender, rot gekleideter Bischof mit Mitra, links ein zugewendeter goldener Bischofsstab.
Gemeinde Berg b.Neumarkt i.d.OPf. Schräglinks geteilt; oben unter schwarzem Zinnenhaupt eine goldene Mauer, unten in Schwarz ein wachsender, rot gekrönter und rot bewehrter goldener Löwe.
Gemeinde Berngau Unter schwarzem Schildhaupt, darin ein von Rot und Silber in zwei Reihen geschachter Schrägbalken, in Gold ein wachsender schwarzer Adler.
Markt Breitenbrunn In Rot ein goldener Röhrenbrunnen, auf der Längsseite des Brunnentroges drei sechsstrahlige silberne Sterne.
Gemeinde Deining Geteilt von Rot und Gold; oben ein mit blauem Wolkenfeh belegtes silbernes Andreaskreuz, unten drei schräg übereinander angeordnete, sechsstrahlige blaue Sterne.
Stadt Dietfurt a.d.Altmühl In Rot ein silberner Schrägbalken, der mit einer roten heraldischen Rose mit goldenen Butzen belegt ist.
Stadt Freystadt In Blau ein silberner Greif, dem ein von Silber und Blau geteiltes Schildchen aufgelegt ist.
Markt Hohenfels In Blau ein silberner Felsenberg mit hoher Spitze, an die sich in gekrüpfter Stellung ein linksblickender, rot gezungter und rot bewehrter goldener Löwe klammert.
Markt Lauterhofen In Silber auf grünem Berg zwei zugewendete, rot gekrönte goldene Löwen, die einen übereck gestellten roten Zinnenturm mit Spitzdach halten, der oben mit Erkern besetzt und am Fuß mit dem Rautenschild belegt ist.
Markt Lupburg Geteilt; oben neun silberne und blaue Rauten, belegt mit einem roten Zinnenturm; unten in Blau ein silberner Balken.
Gemeinde Mühlhausen Geteilt von Rot und Gold; oben eine silberne Schüssel mit zwei darauf liegenden, in Stücke geschnittenen blauen Fischen, unten ein unterhalbes rotes Mühlrad.
Große Kreisstadt Neumarkt i.d.OPf. In Rot ein golden bewehrter schwarzer Adler mit rotem Schnabel.
Stadt Parsberg Geteilt; oben rot, unten gespalten von Schwarz und Silber.
Gemeinde Pilsach In Gold über zwei schräggekreuzten schwarzen Streugabeln ein rot gekrönter und rot bewehrter halber schwarzer Löwe mit rotem Schwert durch Rachen und Kopf.
Gemeinde Postbauer-Heng Über blauem Schildfuß in Silber ein schwarzes Tatzenkreuz, dessen Arme mit je einem goldenen Lilienstängel belegt sind.
Markt Pyrbaum In Rot ein bewurzelter grüner Birnbaum mit goldenen Früchten.
Gemeinde Sengenthal In Schwarz über einem silbernen natürlichen Felsenberg ein goldener Schrägbalken, belegt mit drei sechsstrahligen schwarzen Sternen.
Gemeinde Seubersdorf i.d.OPf. Geteilt von Gold und Rot; oben ein schwarzer Doppeladler in blauem Wolkenkranz, unten sechs kreisförmig angeordnete goldene Lindenblätter.
Stadt Velburg In Gold ein widersehender, silbern gekrönter und silbern bewehrter roter Löwe.

## Ehemalige Gemeinden mit eigenem Wappen

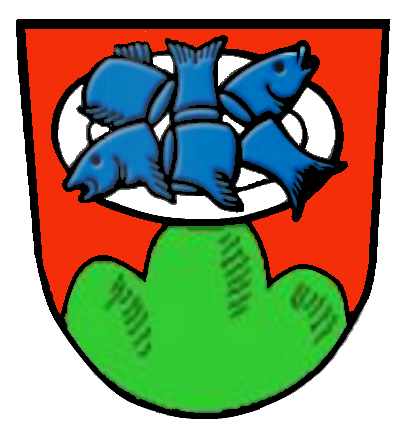
Gemeinde Sulzbürg